# Dragon Fighter (jeu vidéo)
Dragon Fighter (ドラゴンファイター) est un jeu vidéo, mélangeant l'action - plates-formes et le genre shoot them up, développé par Natsume. Il est distribué le 10 août 1990 au Japon, suivi de l'Amérique du Nord en 1991 sur la console Nintendo,,.

## Synopsis
Le sorcier Zabbaong et son armée de monstres ont envahi le royaume fantastique de Baljing. Les habitants, désespérée, font appel au gardien du peuple Baljing- l'Esprit Dragon- pour rétablir la paix. Celui-ci, un changeforme homme-dragon, a pour mission d'aller au Mont Gia et de vaincre Zabbaong.

## Système de jeu
Le système de jeu a été comparé à celui de Blue Shadow du même développeur. Le jeu est composé de six niveaux: Ice Field, Living Cave, Water Palace, The Factory, Castle of the dead, Tainted Sky. À l'état Homme, le protagoniste est armé d'une épée et le jeu est de type action plates-formes. Lorsque le héros se transforme en Dragon, le jeu prend la forme d'un shoot them up. Le nombre de transformation est limité par le niveau d'une jauge d'énergie.